# Мост через Чжицзинхэ
Мост через Чжицзинхэ (кит. упр. 支井河大桥, палл. Чжицзинхэдацяо) — мост, пересекающий ущелье реки Чжицзинхэ, расположенный на территории уезда Бадун округа Эньши; 10-й по длине основного пролёта арочный мост в мире (7-й в Китае); 24-й по высоте над пересекаемой преградой мост в мире. Является частью скоростной автодороги G50 Шанхай — Чунцин

## Характеристика
Длина — 545 м. Мост представлен однопролётной арочной конструкцией с дорожным полотном сверху. Длина основного пролёта — 430 м. Высота арочного свода над пересекаемой преградой 294 м. Арочная конструкция решётчатая (по принципу сквозных ферм), где трубчатые основные арки заполнены бетоном. Конструкция имеет поперечные связи (вертикальные опоры) между дорожным полотном и арочным сводом.